# Jan Mirek
Jan Mirek (ur. 24 sierpnia 1900 w Grabocinie, zm. 12 lutego 1971) – polski polityk, poseł do Krajowej Rady Narodowej (1944–1947), na Sejm Ustawodawczy (1947–1952) oraz na Sejm PRL II, III i IV kadencji (1957–1969), wojewoda rzeszowski (1945, 1947–1950), dyrektor Izby Rzemieślniczej w Rzeszowie (1950–1971).

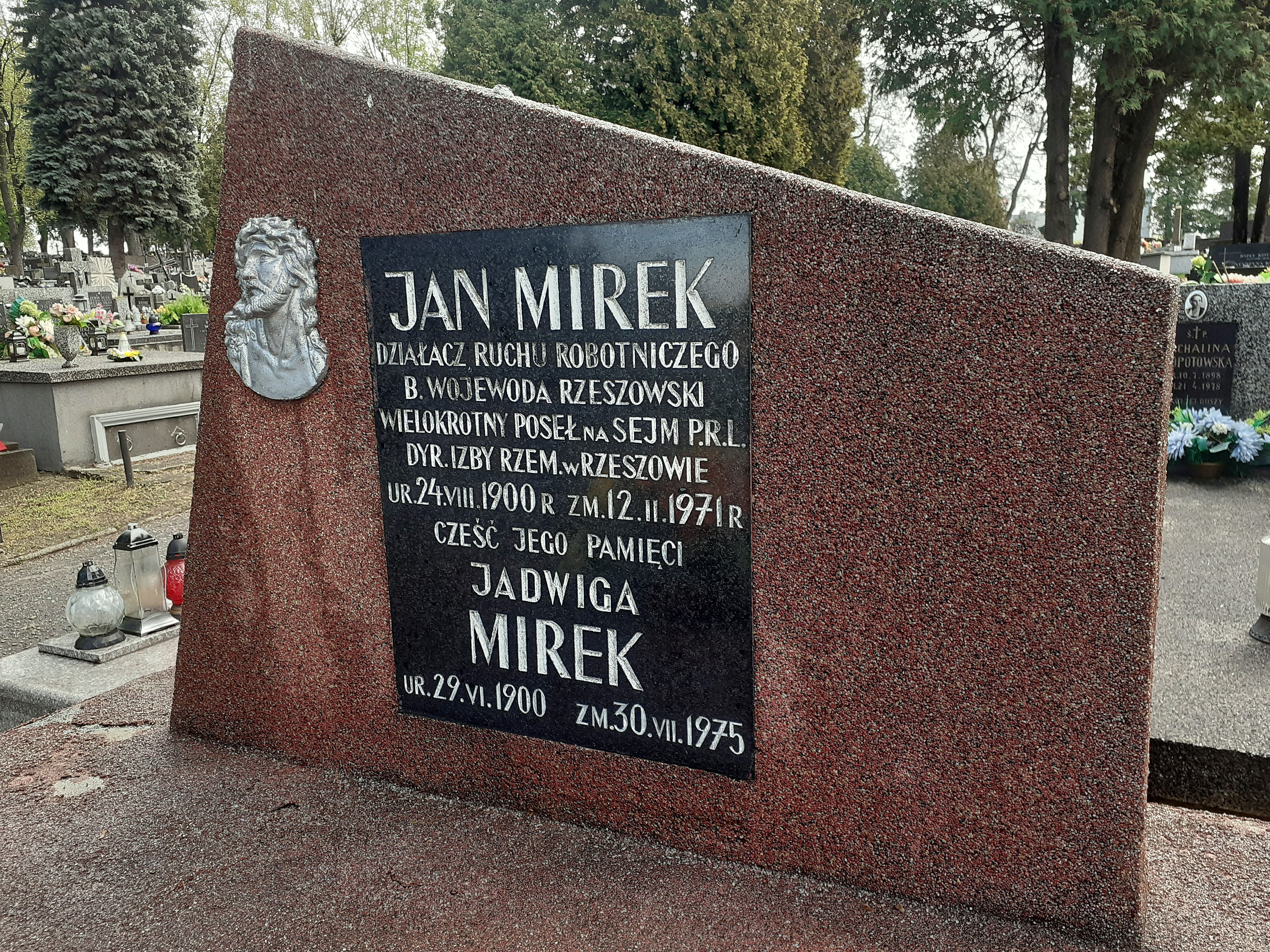
Grobowiec Jana i Jadwigi Mirków

## Życiorys
Urodził się jako syn Jana i Justyny. Po ukończeniu szkoły pracował jako pomocnik elektromontera w kopalni węgla. 15 września 1918 wstąpił do Polskiej Partii Socjalistycznej. Wykazał się troską o warunki pracy górników i występował przeciw wyzyskowi pracowników przez fabrykantów. Przez pewien czas działał w Związku Zawodowym Pracowników Rolnych, a następnie przeniósł się do Rzeszowa. Należał do PPS-Lewica. W latach 1927–1939 był sekretarzem Powiatowego Komitetu PPS w Rzeszowie. Podczas okupacji niemieckiej był przewodniczącym Komisji Sądzącej Kierownictwa Walki Podziemnej w Rzeszowie.
Od września do października 1944 był przewodniczącym Wojewódzkiego Komitetu „lubelskiej” PPS w Rzeszowie. Od października 1944 do lutego 1945 był wiceprzewodniczącym prezydium Rady Naczelnej PPS, od kwietnia do sierpnia 1946 członkiem Centralnego Komitetu Wykonawczego PPS, od sierpnia 1944 kierownikiem Wydziału Pracy i Opieki Społecznej Wojewódzkiej Rady Narodowej w Rzeszowie, a od listopada 1944 wicewojewodą rzeszowskim.
Od 1 sierpnia 1945 do 20 grudnia 1945 był wojewodą rzeszowskim. W latach 1944–1947 pełnił mandat posła do Krajowej Rady Narodowej, a w latach 1947–1952 posła na Sejm Ustawodawczy z okręgu wyborczego Rzeszów. W 1946 został pierwszym prezesem Aeroklubu Rzeszowskiego w Jasionce. Od 1948 był członkiem Polskiej Zjednoczonej Partii Robotniczej, w latach 1949–1950 zasiadał w egzekutywie Komitetu Wojewódzkiego partii w Rzeszowie. Był współorganizatorem Towarzystwa Przyjaźni Polsko-Radzieckiej na Rzeszowszczyźnie, w którym sprawował przez wiele lat funkcję przewodniczącego Zarządu Wojewódzkiego. Od 30 marca 1947 do 26 maja 1950 był ponownie wojewodą rzeszowskim.
W latach 1957–1969 był posłem na Sejm PRL II kadencji z okręgu Rzeszów, III kadencji z okręgu Tarnobrzeg oraz IV kadencji z okręgu Jarosław. W latach 1951–1971 pełnił funkcję dyrektora Izby Rzemieślniczej w Rzeszowie.
Został pochowany na cmentarzu Pobitno w Rzeszowie. Był żonaty z Jadwigą (1900–1975).
Wspomnienia autorstwa Jana Mirka ukazały się w publikacji zbiorowej pt. Ze wspomnień działaczy, wydanej w 1966.

## Odznaczenia
- Krzyż Oficerski Orderu Odrodzenia Polski
- Krzyż Kawalerski Orderu Odrodzenia Polski
- Złoty Krzyż Zasługi (1954)[7]
- Brązowy Krzyż Zasługi (1947)
- Odznaka 1000-lecia Państwa Polskiego (1966)[8]
- Odznaka „Zasłużony dla województwa rzeszowskiego”